# Eiserner Hindenburg

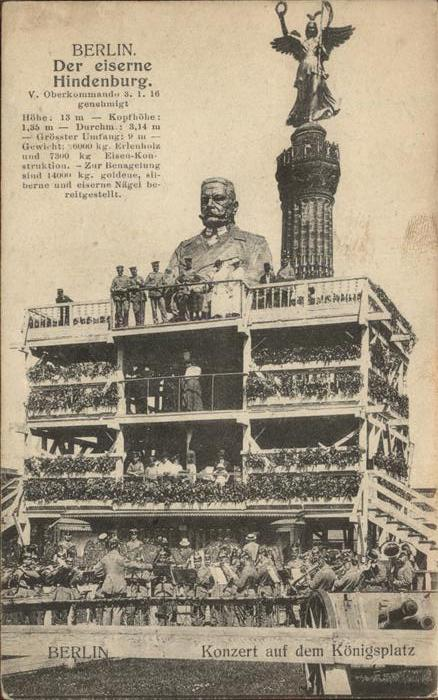
Eiserner Hindenburg (Postkarte 1916)

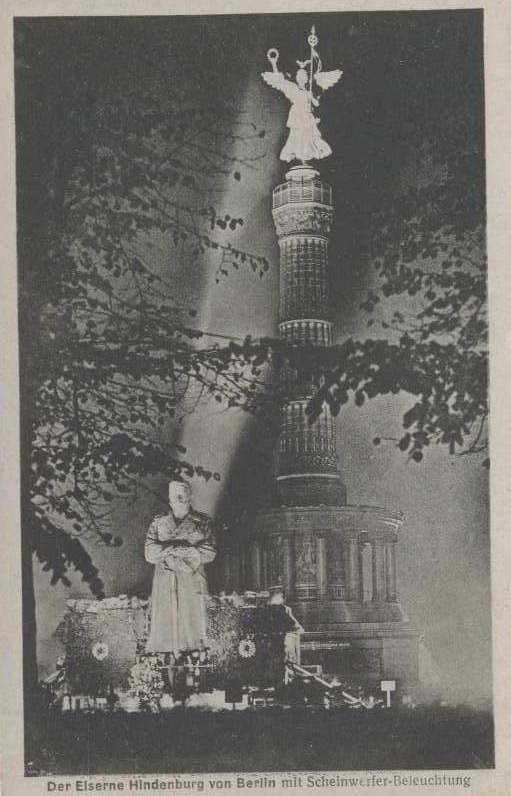
Eiserner Hindenburg (Postkarte 1919)

Der Eiserne Hindenburg in Berlin war die größte deutsche Nagelfigur während des Ersten Weltkriegs. Sie war nach dem Ganzkörperkonterfei des Generalfeldmarschalls Paul von Hindenburg gefertigt und entstand 1915 für eine Kriegsnagelung.

## Entwurf und Ausführung
Die Figur wurde von dem Maler und Bildhauer Georg Marschall entworfen und von Diplomingenieur Kohlrausch ausgeführt. Der Erlös der Nagelung sollte unter den drei Stiftern der Figur, der Stiftung Luftfahrerdank, der Nationalstiftung und der Stadt Berlin aufgeteilt werden.
Die Figur war aus 26 t Erlenholz gefertigt und wurde durch ein 6 t schweres Eisengerüst gestützt; angeblich war es seinerzeit das größte Holzbildwerk der Welt. Die Figur war gut 12,50 m hoch, die Höhe des Kopfes betrug 1,35 m, der Umfang des (Uniform)Mantels 9,50 m. Die Angaben differieren in verschiedenen Veröffentlichungen zum Teil beträchtlich.
Aufgestellt wurde die Figur am Königsplatz und am 4. September 1915 zum ersten Mal benagelt. Er trug ein Schild mit der Aufschrift: Der eiserne Hindenburg von Berlin. Nagelung täglich. Auch in der kalten Jahreszeit. Bei schönem Wetter Militärkonzert. So wurde die Spendenfreudigkeit der Berliner in Schwung gebracht.
Neben Dä kölsche Boor en Iser in Köln war der Eiserne Hindenburg die bekannteste Nagelfigur im Deutschen Reich. Über seine Einweihung wurde nicht nur in der deutschen, sondern auch in der französischen und britischen Presse berichtet.

## Benagelung und Verbleib, öffentliche Rezeption
Bis Kriegsende soll die Benagelung einen Erlös von über einer Million Mark erbracht haben. Doch die Sammelaktion hatte einen großen Fehler: Der durchführende Verein, die Luftfahrerdank G. m. b. H., ging in Konkurs und die Spendengelder gingen verloren. Der folgende Prozess brachte keine Lösung und unterdessen interessierte sich niemand mehr für die Figur. Nach Kriegsende wurde die Figur in einem Schuppen in Berlin-Nord eingelagert und als Brennholz genutzt. 1938 wurden die Überreste von der Kriminalpolizei entdeckt und der Kopf in der Luftfahrtsammlung am Lehrter Bahnhof untergebracht. Dort verbrannte er im Zweiten Weltkrieg bei einem Bombenangriff.

## Trivia
- Der britische Historiker John W. Wheeler-Bennett betitelte seine 1936 erstmals erschienene Hindenburg-Biographie in Anlehnung an das Nagelbild The wooden titan.